# Ptilotrigona
Ptilotrigona é um gênero de abelha sem ferrão presente da América central até parte da América do sul, do Brasil a partir de sua região central para o sentido norte e da Bolívia para o sentido norte do continente. Existem por volta de 500 espécies de abelhas sem ferrão no mundo catalogadas em diversos gêneros diferentes. Muitas espécies ainda não foram descobertas e outras estão passando por revisões para reenquadrá-las como novas espécies ou pertencentes a outros gêneros.
Existem até o momento 3 espécies de Ptilotrigona catalogadas, são elas:
| Gênero       | Espécie                   | Nome popular (se tiver)                                                                 |
| Ptilotrigona | Ptilotrigona lurida       | aramá, araman, borá-boi, borá-cavalo, borá, tataíra-grande, abelha-piranha, moça-branca |
| Ptilotrigona | Ptilotrigona perenae      | Ptilotrigona perenae                                                                    |
| Ptilotrigona | Ptilotrigona occidentalis | Ptilotrigona occidentalis                                                               |